# Vladimir Durković
Vladimir Durković (ur. 6 listopada 1937 w Djakowicy, zm. 22 czerwca 1972 w Sionie – serbski piłkarz, boczny obrońca. Srebrny medalista ME 60 (wówczas pod nazwą Puchar Europy Narodów) oraz mistrz olimpijski z Rzymu.
Początkowo występował w FK Napredak Kruševac (1953–1955), jednak najdłuższy okres kariery spędził w Crvenej zvezdzie Belgrad, gdzie grał ponad 10 lat (1955–1966). Z Crveną zdobywał tytuły mistrza Jugosławii (1956, 1957, 1959, 1960, 1964) oraz puchar tego kraju. W latach 1966–1967 był zawodnikiem niemieckiej Borussii Mönchengladbach, przez następne cztery sezony regularnie występował w barwach AS Saint-Étienne. Trzy razy został mistrzem Francji (1968, 1969, 1970), w 1968 i 1970 zdobywał Puchar Francji. Zginął pomyłkowo postrzelony przez policjanta w szwajcarskim Sionie – był piłkarzem tamtejszego FC.
W reprezentacji Jugosławii zagrał 50 razy. Debiutował w 1959, ostatni raz zagrał w 1966. Brał udział w MŚ 62 (czwarte miejsce), wystąpił we wszystkich sześciu spotkaniach Jugosławii w turnieju.